# 1965年西德聯邦議院選舉

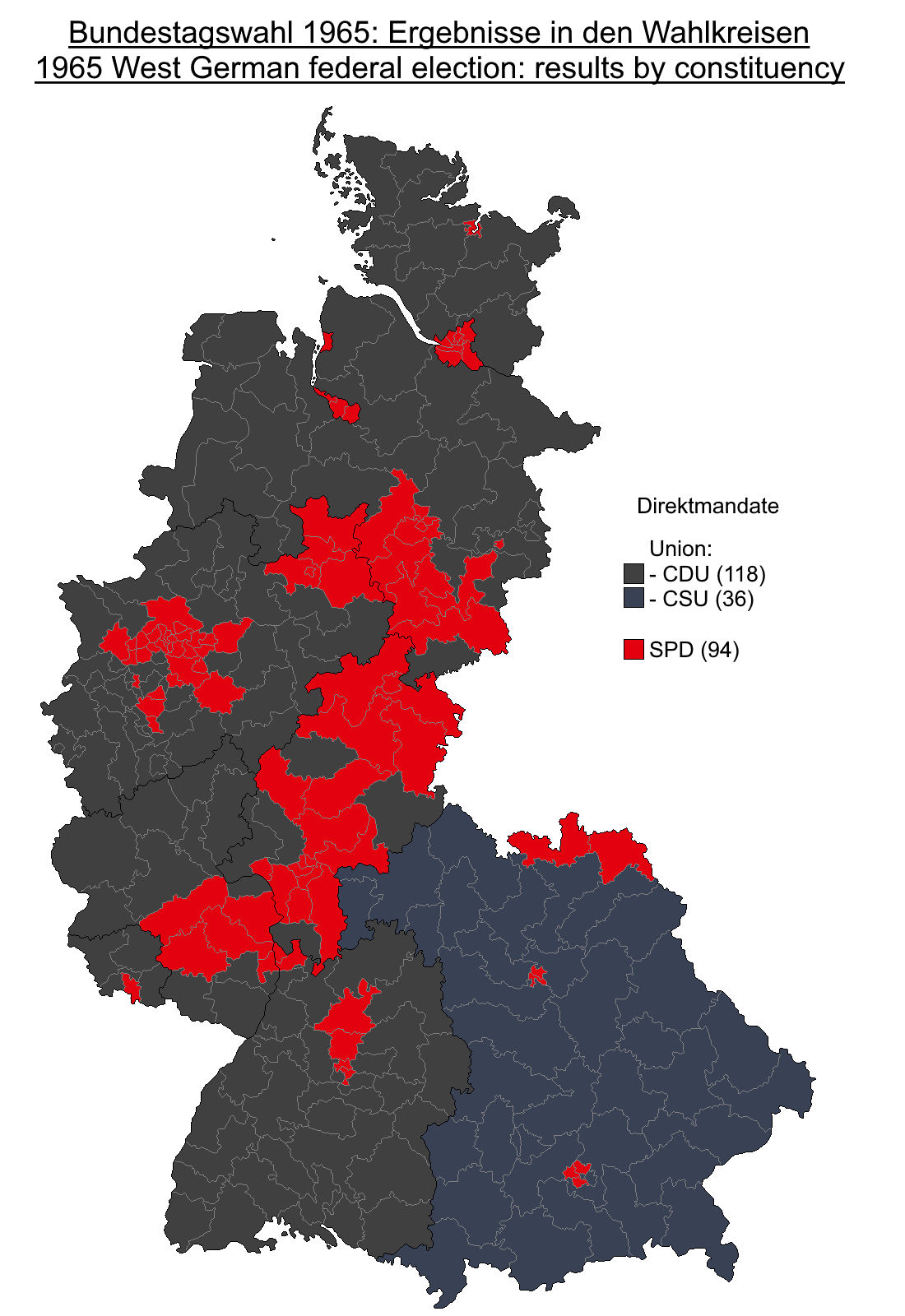
選舉結果

1965年西德聯邦議院選舉在1961年9月19日進行，選出第5屆西德聯邦議會。基民盟/基社盟維持了其最大黨團的地位，獲得251個議席。但德國社會民主黨則是議席數最多的單一政黨，獲得217個議席。